# Moore Island (Antarktika)
Moore Island ist eine Insel im nördlichen Abschnitt des George-VI-Sunds vor der Rymill-Küste des Palmerlands auf der Antarktischen Halbinsel. Sie ist die größte der Rhyolith-Inseln und liegt im westlichen Teil dieser Gruppe.
Das Advisory Committee on Antarctic Names benannte sie 1977 nach Donald Moore, Labormanager der Palmer-Station im antarktischen Winter 1968 sowie in den Sommermonaten zwischen 1968 und 1969.